# 岩瀬順三
岩瀬 順三（いわせ じゅんぞう、1933年〈昭和8年〉5月19日 - 1986年〈昭和61年〉5月18日）は、日本の編集者、KKベストセラーズ・ワニマガジン社・ワニブックスの創業者。戦後を代表する名編集者の一人で、"出版界の歴代鬼才ナンバーワン"とも言われた出版事業家。　

## 経歴・人物
広島県尾道市三軒家町出身。野坂昭如は「尾道を代表する二大文化人、大が石堂淑郎で、小が岩瀬。ともにややこしい心根の持主」と話していた。1958年立教大学英米文学科卒業。講談社は不合格となり、バーテンダーなどの仕事をする。当時はヒロポン中毒に悩まされていたという。1961年、28歳で食品業界の業界紙・光琳書院に入社。翌1962年、60年安保闘争の総括で知られる清水幾太郎の紹介で青春出版社に入社。大和岩雄と袂を分かった小沢和一青春出版社社長との共同経営者となり、社員10名の編集長となる。"出版商人"であり、同時に編集にかけては鋭い才能を持つ岩瀬は、野末陳平『3時間だけ楽しむ本』や『勘入門』などの大ヒットを出し、後にベストセラーが続出した「青春新書プレイブックス」や、累計で1500万部以上とされる通称「でる単」『試験にでる英単語』などを企画、一躍青春出版社の名を轟かせた。一攫千金の夢が強かった岩瀬は、この成功で銀座にバーを出したり有名女優を愛人にするなどの放蕩を始めたといわれる。また一介のサラリーマンに似合わぬ大金をかけて賭け麻雀をやり、多額の負債を負ったともいう。しかしアクの強い岩瀬と同じくアクの強い小沢が共同経営者として上手くいくわけもなく、二人は次第に犬猿の仲になり、袂を分かった。
1968年、河出書房新社に招かれ、傍系の「河出ベストセラーズ」を資本金100万円（岩瀬の出資は30万円）で興し、社長を務めたが翌1969年、同社は会社更生法の適用を申請することとなったため退社。同社の子会社を独立させて、仲間7人とKKベストセラーズを創業した。光文社の神吉晴夫が創刊した「カッパブックス」に対抗して、カッパを喰うワニを商標に「ワニブックス」を創刊。それまでは著者が書いたものをそのまま本にするというのが一般的な傾向だったが、「編集者と著者の共同作業」という出版メソッドを進化させ、(1)出版社が企画を立て(2)著者を選び(3)著者と共に共同製作を行う出版プロデューサー的出版社・出版法を打ち立てた。その後、この手のタイトルと本作りは、他社にそっくり真似られ、今は定着している。
当時の学者たちは、価値観の多様化から、マスの商品は売れなくなるという説を唱えていたが、高額な広告費を投下し、どぎつい新聞広告でそうした風潮を吹き飛ばした。大衆的な「カッパブックス」よりもさらに徹底した大衆路線を採り、その多くが女性またはカネをテーマにした。この後のベストセラーの連発で他のマスコミや世間からはゴーストライターと強い批判を受けたが、高度経済成長期の社会風潮を背景に、セックスや金儲けなど人間の根源的欲望に迫るハウツー物で次々とベストセラーを送り出し出版界の風雲児と謳われた。創業から4年で従業員27名（うち女子6名）で、1人当たり1億円以上を売上げ、金脈を掘り当てたと騒がれ、当時のマスメディアにも盛んに取り上げられた。「本はタイトルだと思うんです。強烈な題名をつけなくちゃ、広告は生きない。よその広告マンが、ぼくのところがいちばんパンチがあるって言ってた」、「僕はほかのことはダメだがベストセラーづくりにかけては天才です。自分のつくる本を本と考えたことはない。本は物品です。学生時代は俗物を軽蔑していたが、いまでは自分自身、ほんものの俗物になれたと思う。『あいつはまたベストセラーを出した。才能があるやつだなあ』と人が認めてくれることが無上の喜びです。自分が共鳴したものを本にすると売れていく」などと豪語した。『10倍楽しく見る方法』というタイトルは、岩瀬が以前から温めていたもので、誰に書かせるか分からないけれども、先に何本もタイトルをストックしておいたものといわれる。
PL教団御木徳近の『愛―愛する愛に愛される愛』から始まり、ハウツーが流行語となった奈良林祥『How to sex』、藤田田『ユダヤの商法』（1977年）など、次々とベストセラーを出した。『ユダヤの商法』は当時の藤田商店がオフィスを銀座に構えていた関係で、同じ銀座を活動拠点にしていた岩瀬が、藤田を"現代資本主義の若き獅子たち"とその生き方に共鳴し、藤田を直接そそのかして書かせたものである。1979年の『ブラック・ユーモア入門』は、岩瀬の「本を読まない人が読むような本を作りたい」という着想から阿刀田高に声をかけたもので、同書がベストセラーになったことで阿刀田は作家に転身した。ゴーストライター批判がピークに達した江本孟紀の『プロ野球を10倍楽しく見る方法』（1982年）は、220万部という記録的な売れ行きとなった。同書はプロ野球の暴露本の草分け的存在で、これはゴーストライターブームをつくったと言われその後、このテのタイトルと本作りは、他社にそっくり真似られ今は定着している。1974年のあのねのね『あのねのね 今だから愛される本』は65万部を売り上げ、タレントの書いた本としては異例の大ヒットであのねのね人気の拡大に一役買った。この大ヒットをきっかけに各出版社がタレント本を大挙出し、芸能界にタレント本ブームが起きた。1980年の年間6位となったビートたけしの『ツービートのわっ毒ガスだ』は漫才ブームを興す切っ掛けの一つとなった。1984年からは女性の顔にシャワーをかける表紙で有名な『ザ・ベストマガジン』『大人の特選街』など大人の雑誌群も揃えた。
「本を作る場合、市場調査をやったり、こういう傾向のものが売れてるからこういう本を作ろう、というように考えるのはシロウト。ぼくはそうじゃない。自分自身が大衆そのものと思ってます。だからリサーチの必要はない。わたしが大衆の象徴みたいなもんです。だから、わたしの読みたい本は、大衆も読みたくなる本ということになるわけです。それが私の企画の根本です」、「マーケティングなどという類は無能な大企業の人間が仕事をつくるためにやる遊びの道具です。企業なんて1人か2人の凄い人間がいればいい。あとはその人間の手足となってこまねずみのように働く親衛隊がいればうまくいく。所詮は個人プレーです。ブレーンストーミングとかなんとか大企業さんでおやりになりますが、あれは僕にいわせればナンセンスです。馬鹿を何十人集めたところで、いい知恵なんて生まれるわけがない。たまに年に一回ぐらいいいアイデアが出るかもしれないけど、年一回のアイデアのために会議ばかりやってたら企業は持ちません。その代わり社長は本物の能力を要求されるし、社員の3倍や5倍は働きいいアイデアを出さなきゃだめ。能力のある奴が会社をとり、支配する。単純明快です。社員にとって重要なのは社長の玉を見抜くことです。反乱を起こしたり、社長の考えを変えさせようとしたって無駄です。社長がダメな人間だと思ったらさっさと辞めるのに限ります。よく部長や課長で『下のやつがついてこないで面白くない』という人がいるでしょう。それはその人が権力だけで下を押さえつけようとするからです。職場の仕事を通じて自分の能力を証明しなきゃ下の人はついてはいきません。これは人間関係の要諦です。社長は特に、一番生意気な部下から『この社長じゃかなわねえな』と思わせなきゃダメです。うちの社員はみんな社長に惚れてついてきてますよ。だから誰も辞めません。その代わり給料は弾んでいます」などと述べた。当時の部下・寺口雅彦は岩瀬から「俺たちの仕事は（読者の）頭のテッペンから爪先までにある欲望を具現化することだ」とよく言われたという。また「だから天下国家を論じる本からエロ本まで作るんだ」と話していたという。岩瀬の言葉は、エンターテインメントの原点でもある。野坂昭如は「今までの編集者は、おもに小説家とか編集者を相手にして、世に隠れた才能を掘り出してくるのが名編集者ということになっていたけれども、あなたの場合は雑文家の天才を掘り出してくるわけだ」と評した。
徒名は"水虫"。最初は貧相なジャーナリストだったが、出版に関する才能は天才的だった。一代で出版社を持ち、ビルを建て、ベンツを乗り回し、南浅間に住んで、伊豆に別荘を持った。野坂昭如を兄貴と慕い、よく行動を共にした。野坂の小説『水虫魂』のモデルとされる。『新宿海溝』の中で野坂は岩瀬を回想し「コンプレックスの強い小男」と評している。野坂の小説『火垂るの墓』の実写映画化を企図し、アメリカに戦前の神戸の街並みを再現して実物のB-29から本物の焼夷弾を投下するなどの壮大なプランを立てていた。キックボクシングに熱中した野坂の関係からかプロボクシングの名門で立教の後輩本田明彦が経営する帝拳のオーナーになり、フェザー級全日本高校王者の実績を引っ下げ沖縄から帝拳入りした浜田剛を社員として雇用した。カネと女にかけては人一倍、力を注いだ。1973年には日本のヒュー・ヘフナーを目指し、女を口説こうと別会社で美人を揃えたファッションモデルの会社を作ったが2ヶ月で潰した。「銀座は男の花道だ」というポリシーから、あまり酒は強くないのに銀座の高級バーをハシゴするほど飲み続けた。野坂に「お前はもっと飲まなきゃダメだ」と言われて実行し、肝臓は40代でボロボロになったといわれ、B型肝炎により52歳で早世した。
野坂から紹介された梶山季之、近藤啓太郎、吉行淳之介らとも親しく、吉行の小説や随筆に何度か登場している。吉行の『鬱の一年』（1978年）のモデルとされる。岩瀬の手掛けたベストセラーは他に糸山英太郎『怪物商法』（1973年）、吉田敏幸『どんと来い税務署』（1973年）、中村鉱一『やせる健康法』、馬場憲治『アクションカメラ術』（1981年）などがある。

## 逸話
- ゴーストライターの存在は昔から出版界の暗黙の秘密であったが、広く公然化されたのはテレビ番組での岩瀬の発言による[10]。1982年11月17日にNHK教育テレビで放送された『NHK教養セミナー』「現代社会の構図ー出版界最前線」第2回〈ベストセラーを狙え〉[3][14][19]に出演した岩瀬が、当時同社から出版されてベストセラー第2位だった江本孟紀の『プロ野球を10倍楽しく見る方法』に関して、アナウンサーが「この本も、原稿をまとめたのは、実は出版社だという話です」と言うと、岩瀬は「書いたか書かないかでなく、誰の本.....山口百恵の本、江本の本ということが重要だ」と前置きをして、「ゴーストライターによってつくろうとも、なまじ本人が書いて拙い文章の本をつくるより、プロフェッショナルな人に整理してもらって、言わんとすることを正確に、より読みやすく面白く書いてもらったほうがいい。江本孟紀の書いた本を売っているのではなく、“江本の本”を出しているのだと判断してもらいたい」と発言した[3][10][14][20]。これは、当時のゴーストライターに対する強い批判に岩瀬が回答し、ゴーストライター必要論を強調したものであったが[14]、『プロ野球を10倍楽しく見る方法』は、220万部という記録的な売れ行きとなり、ゴーストライターブームをつくったと言われた[10]。

## 「〇〇〇〇の本」シリーズ（KKベストセラーズ刊）
- 吉行淳之介の本 (1969年)
- 野坂昭如の本 (1969年)
- 有馬頼義の本 (1970年)
- 阿川弘之の本 (1970年)
- 近藤啓太郎の本 (1970年)
- 遠藤周作の本 (1970年)
- 五木寛之の本 (1970年)
- 宇能鴻一郎の本 (1970年)
- 水上勉の本 (1970年)
- 立原正秋の本 (1971年)